# Georg Christian Gropius
Pour les articles homonymes, voir Gropius.
Georg Christian Gropius, né le 20 mars 1776 à Räbke (principauté de Brunswick-Wolfenbüttel) et mort le 26 novembre 1850 à Athènes, est un archéologue et diplomate allemand.

## Biographie
Il est l'arrière-grand-oncle de Walter Gropius.
Il accompagne Jakob Ludwig Salomon Bartholdy lors de son Grand Tour à travers l'Europe en 1802-1803.
De 1810 à 1816, il est vice-consul de Grande-Bretagne à Salonique, puis consul d'Autriche à Athènes. Là, il se lie avec Louis-François-Sébastien Fauvel. Il accompagne les Xénéion lors de leurs découvertes à Égine et Bassae.
Il est décoré de la croix d'or de l'ordre du Sauveur par l'État grec après l'indépendance.